# Cetiosauridae
De Cetiosauridae vormen een onderdeel van de Eusauropoda, een groep behorend tot de Sauropoda, plantenetende dinosauriërs.
De familie werd door Lydekker in 1888 benoemd om Cetiosaurus een plaats te geven. Allerlei vaag bekende vormen werden vervolgens bij de familie ondergebracht, met als uiteindelijk resultaat een polyfyletische groep. De klade is voor het eerst in 2004 door Upchurch et al. gedefinieerd als de groep omvattende Cetiosaurus oxonensis en alle soorten nauwer verwant aan Cetiosaurus oxonensis dan aan Saltasaurus loricatus. De Cetiosauridae leefden tijdens het Jura. Tot de groep behoort de eerste (in 1841 door Richard Owen) beschreven sauropode: Cetiosaurus medius.
De positie van het geslacht Shunosaurus binnen de Cetiosauridae is omstreden. Andere geslachten die mogelijk tot de groep horen zijn: Haplocanthosaurus, Barapasaurus en Patagosaurus. De onderfamilie Cetiosaurinae omvat alleen het geslacht Cetiosaurus.